# Laphria indica
Laphria indica är en tvåvingeart som beskrevs av Joseph och Parui 1981. Laphria indica ingår i släktet Laphria och familjen rovflugor. Inga underarter finns listade i Catalogue of Life.